# Danca-barlang
A Danca-barlang Magyarország fokozottan védett barlangjai közül az egyik. Az Aggteleki Nemzeti Park területén található. A barlang az Aggteleki-karszt és a Szlovák-karszt többi barlangjával együtt 1995 óta a világörökség része. Az Aggteleki-karszt hetedik leghosszabb barlangja.

## Leírás
Égerszög központjától kb. 2,5 km-re helyezkedik el a barlang bejárata. A barlangbejárat az Égerszögtől Ny-ra található Tót-völgy É-i oldalában, a völgy aljától 7 m-rel magasabban, kb. 52 m-re van. A természetes bejárat egy kis sziklafal tövében található meg. A barlang triász időszaki wettersteini mészkőben keletkezett, de néhány részen dolomit a befoglaló kőzete. Általában az őszi esőzésekkor és a tavaszi hóolvadások alkalmával forrás tör elő belőle és a barlangban lévő patakmederben is ekkor folyik víz. Legnagyobb vízhozama 5 m³/p. Néhány helyen állandó vizű kis tavak vannak, a Szifon-teremben, a Szauna nevű helyen és a Fürdőszoba nevű helyen. Vízfestéssel bizonyították be, hogy a Pitics-hegy lábánál található Névtelen-nyelő és a Gyökérkúti-nyelő vizei bukkannak benne elő. Balázs Dénes a Danca-barlangot és a víznyelők közötti ismeretlen részt Piticsi-barlangrendszernek nevezte el. Jelenleg már a végpontja a Gyökérkúti-víznyelő közelében van, így a feltételezett Piticsi-barlangrendszer fő járata egész hosszúságában ismert lett. A Tündér-ág nevű rész éri el majdnem a víznyelőt.
A barlang szerkezete egyszerű. Egy kanyargós Fő-ágból, egy 170 m hosszú oldalágból, valamint néhány kisebb felső járatból és mellékjáratból áll. Az időszakosan vizet vezető, képződményekben szegény, szálkőoszlopokkal, szinlőkkel tagolt, patakos főág szelvénye kulcslyukhoz és karácsonyfához hasonló. Két része van, az úgynevezett régi rész, amely 1981-ig volt ismert és az úgynevezett új rész, amelybe 1981-ben jutottak be, majd később itt történtek a további jelentős felfedezések. A régi rész aránylag tágas és könnyen járható. Az új rész viszonylag szűk és egy veszélyes, omladékos szakaszon és egy nagyon szűk törmeléklabirintuson keresztül vezet az út. Szabadon be lehet jutni a barlang régi részébe, csak a legveszélyesebb része előtt, a Szilvamag nevű résznél lett lezárva. A Szilvamagtól, egy átlagos barlangjáráskor négykézláb, sokszor hason kúszva egy állandóan zárva lévő szifonig lehet eljutni.
Feltárásakor már sikerült a szifon vizének leszivattyúzásával továbbjutni a barlangban. Az eltávolított vizű szifon azonban veszélyes, mert mögötte egy agyaggát van, amely sok vizet tart vissza és átszakadásával a szifon újra feltöltődik. A szálkő mennyezet a szifonban a nyugalmi vízszint alá körülbelül 2,4 méterre ereszkedik. Az átjárhatóságához kb. 2,8 m-re kell a vízszintet apasztani. Ez kb. 30 m³ víz kiszivattyúzásával érhető el. Ezután a szifon alján található, kb. 1,3 m mély híg iszap teszi nehézzé az átkelést. A szifonon túl kulcslyukszelvényű és alagútszelvényű járatok vannak, de a barlang járatszelvényeit összehasonlítva inkább a kulcslyukszelvény és a karácsonyfaszelvény jellemző arra a részre. Cseppköves omladék zárja el a továbbvezető utat a végponti omladékzónában, ahol veszélyes a további kutatás.
Csak a főág végén és a mellékágban láthatók mogyorószínű és fehér színű cseppkövek, sztalaktitok, például retekcseppkövek, heliktitek és szalmacseppkövek, valamint agyagpadra települt, cseppkőkéregre nőtt kis cseppkőoszlopok, más néven agyagsztalagmitok. Sok cseppkő fejlődött benne, de a fő szpeleológiai értékét a barlangi patak által kialakított formakincs jelenti. Néhány helyen meanderasztalok jöttek létre. A legnagyobb terme a Nagy-omladékterem, amely 17 méter hosszú, 10 méter magas és 6 méter széles. A vízszintes kiterjedése észak–dél irányban 570 méter. A megtekintéséhez az Aggteleki Nemzeti Park Igazgatóság engedélye szükséges és csak körülbelül 400 méter hosszig, egy szifonig, amely a továbbjutást gátolja lehet bejárni.
Az Aggteleki-karszt hetedik leghosszabb barlangja, a Baradla-barlang, a Béke-barlang, a Szabadság-barlang, a Vass Imre-barlang, a Meteor-barlang és a Kossuth-barlang után.
Előfordul a barlang az irodalmában Danca Cave (Takácsné, Eszterhás, Juhász, Kraus 1989), Danca-lyuk (Bertalan, Schőnviszky 1973–1974), Dancalyuk (Jaskó 1933), Dancza-barlang (Balázs 1967), Dancza-lyuk (Jakucs 1961), Gancza-lyuk (Jakucs 1953), Ganza-lyuk (Szunyogh 2003), Ganzalyuk (Jakucs 1953), Pitics-barlang (Balázs 1960), Piticsi-barlang (Balázs 1960) és Piticsi-barlangrendszer (Kordos 1984) neveken is. 1914-ben volt először Danca-barlangnak nevezve a barlang az irodalmában, Kadić Ottokár tanulmányában. Volt egy Dancza János nevű barlangkutató, de a Danca-barlangot nem róla nevezték el, bár a barlangról szóló irodalomban előfordul a Dancza-barlang név is.

## Kutatástörténet
Balázs Dénes 1960-as tanulmányában az olvasható, hogy egy monda szerint a törökök elől menekülő falusiak a barlangban próbáltak elbújni, de az ellenség a bejáratnál tüzet rakott és a falu lakói a füst miatt bennfulladtak. Balázs Dénes 1957-es kézirata szerint először Strömpl Gábor adott hírt róla, aki 1911-ben járta be a területet. A kutatásainak eredményeiről szóló, 1912-ben megjelent tanulmányban azonban nem szerepel a Danca-barlang.
1913-ban Kadić Ottokár feltérképezte a barlangot és próbaásatást végzett benne Pongrácz Jenő földbirtokos javaslatára. Recens emberi és állati csontokat, cseréptöredékeket és bronzból készült tárgyakat talált a barlangban. Az általa lejegyzetelt barlangfelmérési adatok elvesztek. 1933-ban Jaskó Sándor vizsgálta az üregrendszert, amely szerinte 85 méter hosszú volt. 1956 tavaszán a Kinizsi Barlangkutató Csoport kezdte el kutatni és ebben az évben vízfestéssel kimutatta, hogy a Névtelen-nyelő vizei jelennek meg benne, de a sózással és elektromos ellenállásmérő készülékkel végzett hidrológiai vizsgálat a Gyökérkúti-víznyelővel való kapcsolatot nem mutatta ki.
1957-ben a csoport Balázs Dénes által vezetett tagjai elkészítették a barlang alaprajz térképét és hosszmetszet térképét. A teljes barlangrendszer hosszát 1957-ben, a Névtelen-nyelő oldalágával együtt 1,2–1,5 km-re becsülték. 1957-ben (Balázs 1960 december), vagy 1959-ben (Balázs 1960 január–február) sikerült kimutatni a Danca-barlang kapcsolatát a Gyökérkúti-víznyelővel és 1957-ben vízanalízisek készültek, kőzetmintákat vizsgáltak, valamint biológiai gyűjtést végeztek és a barlangban sok denevér volt. Az 1957-ben megjelent, Aggtelek és vidéke útikalauz című kiadvány szerint a Pitics-hegy Ny-i lábánál, az égerszögi Pilinka-völgyben található a Danca-barlang.
A Bertalan Károly által írt, 1976-ban befejezett kéziratban szó van arról, hogy Égerszögön helyezkedik el a Danca-barlang (Dancalyuk, Ganzalyuk, Piticsi barlangrendszer). A Tót-völgy völgyfőjénél, a Pitics-hegy DNy-i lábánál található a 85 m hosszú barlang. Több ágból összefutó időszakos forrásbarlang. A kézirat barlangot ismertető része 4 irodalmi mű alapján lett írva. A Bertalan Károly és Schőnviszky László által összeállított, 1976-ban megjelent Magyar barlangtani bibliográfia barlangnévmutatójában meg van említve az Aggteleki-karszton lévő barlang Danca-lyuk néven. A barlangnévmutatóban meg van említve 1 irodalmi mű, amely foglalkozik a barlanggal.
1979-ben Kraus Sándor holocén borzcsontokat és embercsontokat talált a barlangban és az FTSK barlangkutatóival kőzettani és tektonikai megfigyeléseket, méréseket végzett a járatokban. 1979-ben a barlang kb. 50 m hosszú volt. 1980-ban az FTSK csoport kb. 13 m-es szakasszal növelte a barlang hosszát. Ekkor a csoport elkészítette a barlang alaprajz térképét, hosszmetszet térképét, az új rész alaprajz térképét és az új rész keresztmetszet térképeit. A csoport 1981 nyarán kb. 159 m-nyi, szeptemberben kb. 48 m-nyi új szakaszt fedezett fel a főágban, az egész barlangban az év folyamán 408 m-t. Szerintük kb. 72 m-es volt a barlang a csoport által végzett felfedezés előtt. A mellékjáratokkal együtt kb. 500 m-re növelte a csoport a barlang hosszát.

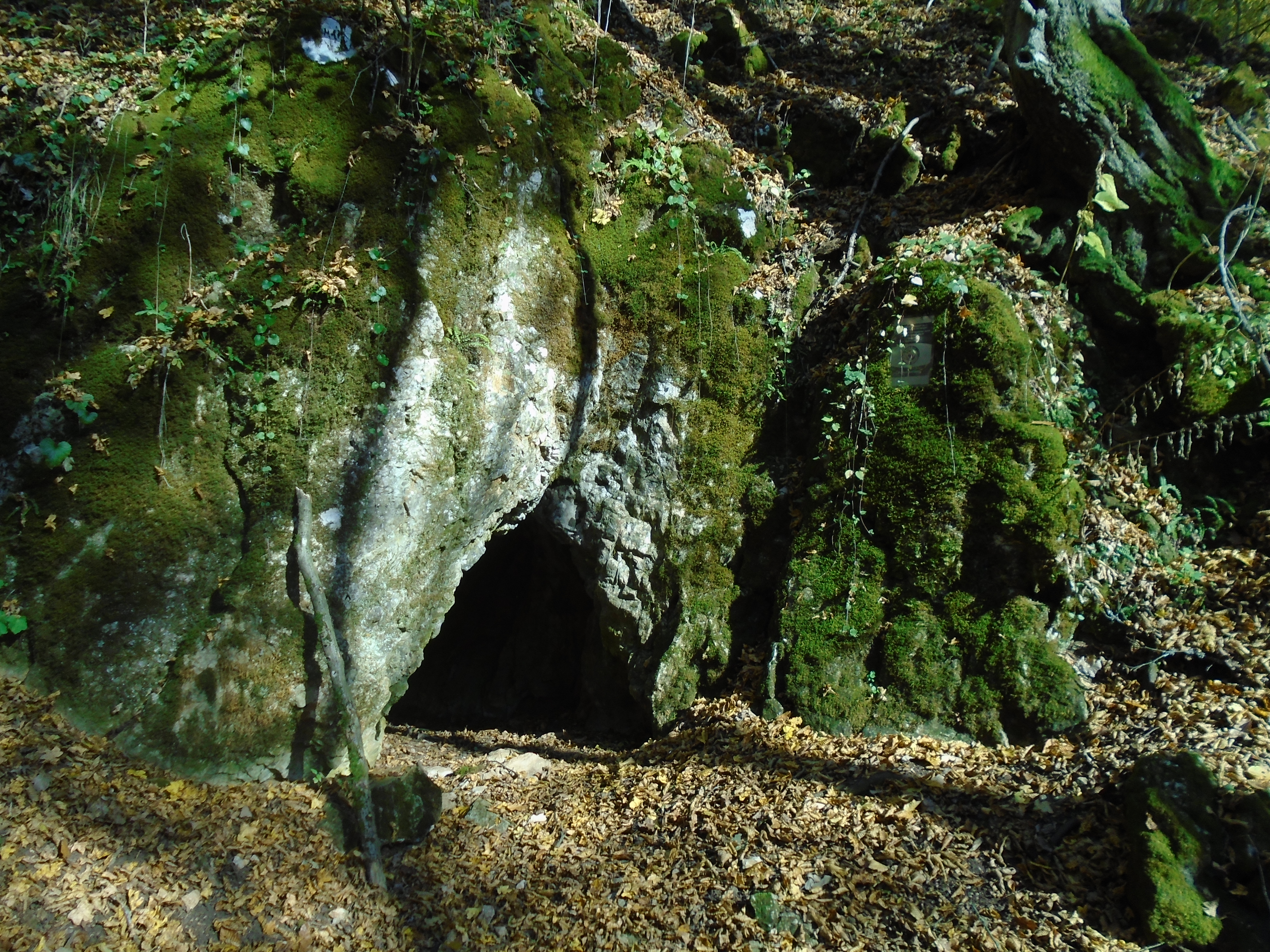
A Danca-barlang bejárata

1981-ben Lukács László szerkesztette meg a barlang alaprajz térképét és hosszmetszet térképét. A térképeken 1:200 méretarányban van bemutatva a barlang. 1982-ben a Ferencvárosi Természetbarát Sportkör Barlangkutató Szakosztályának volt kutatási engedélye a barlang kutatásához. 1983-ban a csoport tagjainak sikerült továbbjutni az addigi végpontot jelentő szifonon. Ebben az évben Vidics Zoltánné és Szunyogh Gábor felmérték a barlang járatait, majd elkészítették a barlang térképét, valamint egy olyan térképet, amelyen a barlang felszínhez viszonyított helyzete van ábrázolva. A részletes felmérése hiányzik a teljes barlangnak, mert a végpont kb. 300 m-es környékét csak vázlatosan mérték fel. Gazdag László 1983-ban csontmaradványokat gyűjtött belőle, amelyek Kordos László meghatározása szerint valószínűleg óriásszarvas, vagy gyapjas orrszarvú csonttöredékei voltak. A barlangba ezek a leletek besodródtak. 1984. január 28-án tárták fel a Tündér-ágat és ezzel a 170 m hosszú résszel az addig 1220 m hosszú barlang hossza 1390 m lett. Ebben az évben Kraus Sándor elkészítette a Tündér-ág térképét és leírását.
Az 1984-ben kiadott, Magyarország barlangjai című könyv országos barlanglistájában szerepel az Aggteleki-karszton lévő barlang Danca-barlang néven Dancalyuk, Ganzalyuk és Piticsi-barlangrendszer névváltozatokkal. A listához kapcsolódóan látható az Aggteleki-karszt és a Bükk hegység barlangjainak földrajzi elhelyezkedését bemutató 1:500 000-es méretarányú térképen a barlang földrajzi elhelyezkedése. A kiadványban van egy Kubassek János által készített rajz, amelyen látható a Béke-barlang járatainak lefutása, vízgyűjtő területe és összefüggése a domborzattal. A rajzon jelölve van a Dancza-barlang helye. Az 1986. évi Karszt és Barlangban megjelent bibliográfia regionális bibliográfia részében szerepel a barlang Danca-barlang néven. Az összeállítás szerint a Karszt és Barlangban publikált írások közül 2 foglalkozik a barlanggal.
Az 1987. december 31-i állapot alapján Magyarország 18. leghosszabb barlangja az 5430 barlangkataszteri egységben lévő, 1390 m hosszú Danca-barlang. Az összeállítás szerint az 1977. évi Karszt és Barlangban közölt hosszúsági listában a barlang nincs benne. 1988. október 1-től a környezetvédelmi és vízgazdálkodási miniszter 7/1988. (X. 1.) KVM rendeletének (6. §. 2. pont, illetve 5. sz. melléklet) értelmében az Aggteleki-karsztvidék területén lévő Danca-barlang fokozottan védett barlang. Fokozottan védett barlang hidrológiai és morfológiai értékei miatt lett. Az 1988. évi Karszt és Barlangban közölve lett, hogy az Aggteleki-karszton elhelyezkedő Danca-barlang bekerült Magyarország fokozottan védett barlangjai közé. Magyarországon a Danca-barlanggal együtt 108 barlang van fokozottan védve.
Az 1989. évi Karszt és Barlangban lévő, Magyarország barlangjai című összeállításban szó van arról, hogy az Aggteleki-karszt D-i peremének víznyomjelzéssel kimutatott kis vízrendszerei közül eddig a Danca-barlangot sikerült jelentős, 1400 m-t megközelítő hosszúságban bejárni. A kicsi, régóta ismert, időszakos forrásbarlang mögött fekvő járatokba 1981-ben, egy omladékzóna leküzdésével jutottak be a barlangkutatók, majd 1983-ban lett elérve az üregrendszer nyelőjének körzete egy új, jelentős barlangrész felfedezésével. Az aránylag szűk, részben dolomitban keletkezett, nehezen járható barlang e hátulsó részét állandó vizű szifon zárja le, természetes védelmet nyújtva az ott lévő, érintetlen szépségű cseppkőképződményeknek.
A publikációban lévő 2. ábrán (Aggtelek és Jósvafő környéke) be van mutatva a barlang alaprajza és földrajzi elhelyezkedése. A folyóirat 1989. évi különszámában napvilágot látott ennek az utóbbi tanulmánynak az angol nyelvű változata (The caves of Hungary). Ebben a tanulmányban Danca Cave a barlang neve. Az angol nyelvű tanulmányhoz mellékelve megjelent egy olyan lista, amelyben Magyarország leghosszabb barlangjai vannak felsorolva. A felsorolás szerint az Aggteleki-karszton fekvő, 1390 m hosszú Danca-barlang (Danca Cave) 1988-ban Magyarország 18. leghosszabb barlangja.
1989-ben az FTSK Barlangkutató Szakosztály elkészítette a barlangban lévő Tündér-ág fénykép-dokumentációját. Az 1989. évi Karszt és Barlang különszámának címoldalán megjelent egy Gazdag László által rögzített, a barlangban készült fénykép, amelyen színes cseppkövek látszanak. 1990-ben az FTSK Barlangkutató Szakosztályának volt kutatási engedélye a barlang kutatásához. Az 1993. március–áprilisi MKBT Műsorfüzetben megjelent, hogy a KTM Természetvédelmi Hivatal egy plakátsorozat megjelenését tervezte, amelyen a magyarországi fokozottan védett barlangok szerepelnek, és ehhez diákat keresett. Előkészítés alatt állnak az Aggteleki-karszt fokozottan védett barlangjairól és a közeljövőben fokozottan védett barlangjairól készült plakátok, köztük a Danca-barlangot ábrázoló is. Ez a barlang is csillaggal lett megjelölve, amely azt jelenti, hogy leginkább erről a barlangról keres fényképet.
A barlang 1995 óta az Aggteleki-karszt és a Szlovák-karszt többi barlangjával együtt a világörökség része. 1998. május 14-től a környezetvédelmi és területfejlesztési miniszter 13/1998. (V. 6.) KTM rendelete szerint az Aggteleki Nemzeti Park Igazgatóság illetékességi területén található Danca-barlang az igazgatóság engedélyével látogatható. 2001. május 17-től a környezetvédelmi miniszter 13/2001. (V. 9.) KöM rendeletének értelmében az Aggteleki-karsztvidék területén lévő Danca-barlang fokozottan védett barlang. Egyidejűleg a fokozottan védett barlangok körének megállapításáról szóló 1/1982. (III. 15.) OKTH rendelkezés hatályát veszti. 2003-ban egy egykori barlangkutató holttestére bukkantak a barlangban.
A 2003-ban kiadott, Magyarország fokozottan védett barlangjai című könyvben található barlangismertetésben az olvasható, hogy 1390 m hosszú, 30 m függőleges kiterjedésű és 570 m az É–D irányú vízszintes kiterjedése. A könyvben lévő, Egri Csaba és Nyerges Attila által készített hosszúsági lista szerint az Aggteleki-karszton lévő és 5430-5 barlangkataszteri számú Danca-barlang Magyarország 26. leghosszabb barlangja 2002-ben. A 2002-ben 1390 m hosszú barlang 1987-ben 1390 m hosszú volt. 2005. szeptember 1-től a környezetvédelmi és vízügyi miniszter 22/2005. (VIII. 31.) KvVM rendelete szerint az Aggteleki Nemzeti Park Igazgatóság működési területén található Danca-barlang a felügyelőség engedélyével látogatható. 2005. szeptember 1-től a környezetvédelmi és vízügyi miniszter 23/2005. (VIII. 31.) KvVM rendelete szerint az Aggteleki-karsztvidéken lévő Danca-barlang fokozottan védett barlang.
A 2005-ben megjelent, Magyar hegyisport és turista enciklopédia című kiadványban önálló szócikke van a barlangnak. A szócikk szerint a Dancza-barlang az Aggteleki-karszton található, 1988 óta fokozottan védett barlang. Az Aggteleki-karszt és a Szlovák-karszt többi barlangjával együtt 1995-től része a világörökségnek. Az Égerszögtől Ny-ra fekvő Tót-völgy É-i oldalában van a barlang bejárata. Régóta ismert a Danca-lyuk létezése. 1911-ben történt első irodalmi említése. 1956-ban kezdődött kutatása, amikor ki lett mutatva kapcsolata a Pitics-hegy lábánál fakadó Névtelen-víznyelővel és Gyökérkúti-víznyelővel. 1390 m hosszú az 1979–1984. évi feltárások miatt. Triász mészkőben és dolomitban jött létre az általában tavaszi hóolvadáskor és nagy esőzésekkor aktív víznyelőbarlang. Az egyszerű szerkezetű barlang kanyargós Fő-ágból, néhány kisebb mellékjáratból és felső járatból, illetve 170 m hosszú oldalágból áll. Becseppkövesedett omladékhalom van a végpontján, ahol veszélyes a továbbkutatás.
A meanderező, szálkőoszlopokkal és szinlőkkel tagolt, időszakosan vizet vezető patakos főág szelvénye fenyőfához, valamint kulcslyukhoz hasonló. A barlangban kevés a képződmény, csak a végét, valamint a mellékágat ékesítik változatos formájú, mogyorószínű és fehér cseppkőképződmények, heliktitek és ritkaságnak számító agyagsztalagmitok. A barlangban van néhány nagy terem, amelyek közül a legnagyobb a 17 m hosszú, 10 m magas és 6 m széles Nagy-omladékterem. A barlang engedéllyel, kb. 400 m hosszig járható, ott a továbbjutást gátolja egy szifon. Az FTSK Barlangkutató Csoport egyik jelentősebb feltárása a Danca-barlang (1984). Lukács László szócikkében meg van említve, hogy Lukács László sok barlangban végzett eredményes feltáró munkát, melyek közül kiemelkedik pl. a Danca-barlang új szakaszának felderítése.
A 2006. évi Vespertilioban közölt tanulmány szerint Boldogh Sándor 2004. szeptember 9-én észlelt 3 nagy patkósdenevért és egy közönséges denevért az égerszögi barlang bejáratának közelében, valamint egy nagyfülű denevért, két nyugati piszedenevért és egy barna hosszúfülű-denevért a barlangban. 2007. március 8-tól a környezetvédelmi és vízügyi miniszter 3/2007. (I. 22.) KvVM rendelete szerint az Aggteleki Nemzeti Park Igazgatóság működési területén lévő Danca-barlang az igazgatóság engedélyével tekinthető meg. 2013. július 19-től a vidékfejlesztési miniszter 58/2013. (VII. 11.) VM rendelete szerint a Danca-barlang (Aggteleki Nemzeti Park Igazgatóság működési területe) az igazgatóság hozzájárulásával látogatható.
A 2013-ban publikált, Varga Gábor által írt tanulmányban a Borsod-Abaúj-Zemplén megyében lévő Égerszögön elhelyezkedő, 23902 lelőhely-azonosítójú és 5430-5 barlangkataszteri számú Danca-barlang a feltételezett barlangi régészeti lelőhelyek közé van sorolva, azaz az olyan lelőhelyek közé, ahonnan leletek nem kerültek elő, vagy a leletek korhatározása nem történt meg. Nyírő Ádám Artúr 2015. évi szakdolgozatában meg van említve, hogy a Danca-barlang azok közé a barlangok közé tartozik, amelyekről a szakirodalom alapján egyértelműen nem megállapítható, hogy késő bronzkori lelőhelyek-e, de eldönthetnék a kérdést további kutatások. 2015. november 3-tól a földművelésügyi miniszter 66/2015. (X. 26.) FM rendelete szerint a Danca-barlang (Aggteleki-karsztvidék) fokozottan védett barlang. 2021. május 10-től az agrárminiszter 17/2021. (IV. 9.) AM rendelete szerint a Danca-barlang (Aggteleki Nemzeti Park Igazgatóság működési területe) az igazgatóság engedélyével látogatható. A 13/1998. (V. 6.) KTM rendelet egyidejűleg hatályát veszti.

## További irodalom
- Jakucs László: Reflexiók az Aggteleki Nemzeti Parkhoz. Természet Világa, 1985. 6. sz. 264–268. oldalak és a borító
- Kraus Sándor: Barlangföldtan I. 1984.